# Proitzer Platz 8 (Benndorf)

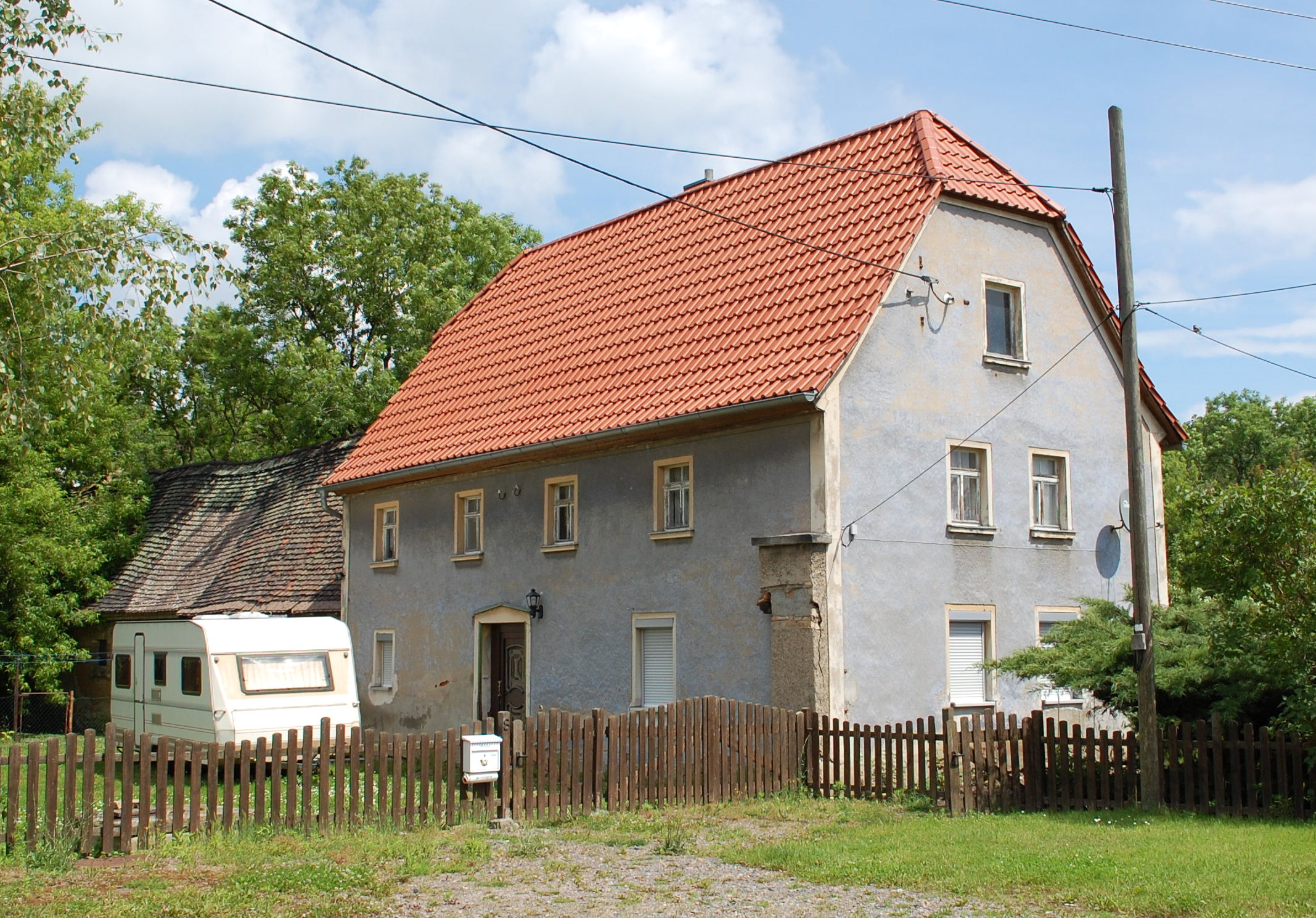
Haus Proitzer Platz 8

Das Haus Proitzer Platz 8 ist ein denkmalgeschütztes Gebäude im zur Gemeinde Kabelsketal gehörenden Dorf Benndorf in Sachsen-Anhalt.
Es befindet sich am Ortsrand von Benndorf und grenzt an den Garten des Böckerschen Guts.

## Architektur und Geschichte
Das Gebäude entstand im 18. Jahrhundert als Wohnhaus eines Gehöfts. Es ist in Lehmbauweise gefertigt und verfügt über ein Obergeschoss in Fachwerktechnik. Bedeckt ist das Haus mit einem Krüppelwalmdach.
Ursprünglich lautete die Adresse des Gebäudes Dorfplatz 8. Im örtlichen Denkmalverzeichnis ist es unter der Nummer 094 55367 als Wohnhaus eingetragen.